# Deuces Wild (Band)
Deuces Wild war eine deutsche Band, die 1991 in München von Stefan Zauner (Gesang, Keyboards) und Aron Strobel (Gitarre) gegründet wurde. Beide waren zu dieser Zeit bereits erfolgreich mit der deutschen Popband Münchener Freiheit und starteten mit diesem Projekt einen Versuch mit englischen Texten.

## Geschichte
Ihr einziges Album, Living in the Sun (Leben in der Sonne), entstand im Wesentlichen in der bekannten Schreibpartnerschaft der beiden Musiker und wurde 1991 bei Columbia Records veröffentlicht. In der im Booklet abgedruckten Titelliste sind die Autoren mit Steven Fencer (Zauners Name ins Englische übersetzt) und Nora LeBorts (ein Anagramm von Aron Strobel) aufgeführt.
Dazu erschienen zwei Singles: das Beatles-Cover This Boy und der Titelsong Living in the Sun. This Boy erreichte in den deutschen Singlecharts Platz 80 und war sechs Wochen platziert, erstmals am 24. Juni 1991.
Weder Album noch Singles waren ein größerer Erfolg. Zauner und Strobel lösten Deuces Wild auf und konzentrierten ihre Bemühungen auf die Rückkehr der Münchener Freiheit in die Top Ten, was mit Liebe auf den ersten Blick (Platz sieben in Deutschland) gelang. Seit 2005 ist das Album Living in the Sun vergriffen.